# Amorebieta-Etxano
Amorebieta-Etxano is een gemeente in de Spaanse provincie Biskaje in de regio Baskenland, gelegen op ongeveer 20 kilometer ten oosten van Bilbao. De gemeente is in 1951 samengesteld uit de plaatsen Amorebieta en Echano (Etxano). 

## Geografie
Amorebieta-Etxano heeft een oppervlakte van 59 km² en telde in 2001 16.182 inwoners.
De gemeente is onderverdeeld in de volgende kernen:
- Aldanas
- Amorebieta
- Astepe
- Autzagane
- Bernagoitia
- Boroa
- Echano
- Euba
- Orobios
- San Miguel

Amorebieta-Etxano grenst in het noorden aan de gemeenten Morga en Muxika, in het oosten aan Iurreta en Durango, in het zuiden aan Dima en in het westen aan Lemoa en Galdakao.

## Demografische ontwikkeling
Bron: INE; 1970-2011: volkstellingen
Opm.: in 1951 fuseerden de gemeenten Amorebieta en Echano tot de nieuwe gemeente Amorebieta-Echano

## Sport
Jaarlijks wordt in het voorjaar in en om Amorebieta de internationale wielerkoers Klasika Primavera verreden. Op 3 juli 2023 was Amorebieta-Etxano startplaats van een etappe in de Ronde van Frankrijk. De Belg Jasper Philipsen won deze rit naar Bayonne.

## Taal
In Amorebieta-Etxano wordt het Baskisch door 45 tot 80% van de bevolking gesproken naast het Spaans. De huidige officiële benaming van de gemeente is Baskisch en werd in 1997 verkozen boven de voormalige Spaanse benaming Amorebieta-Echano.

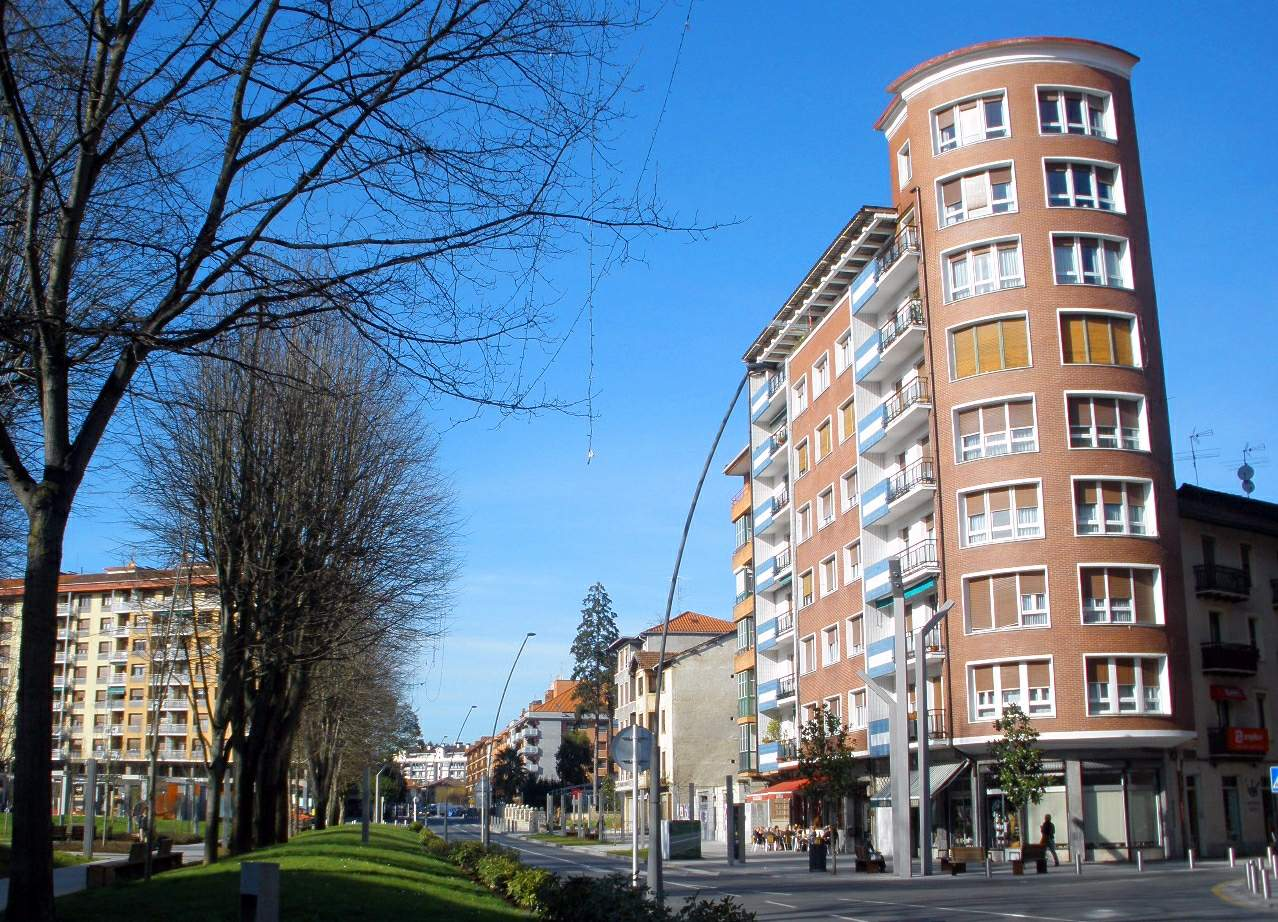
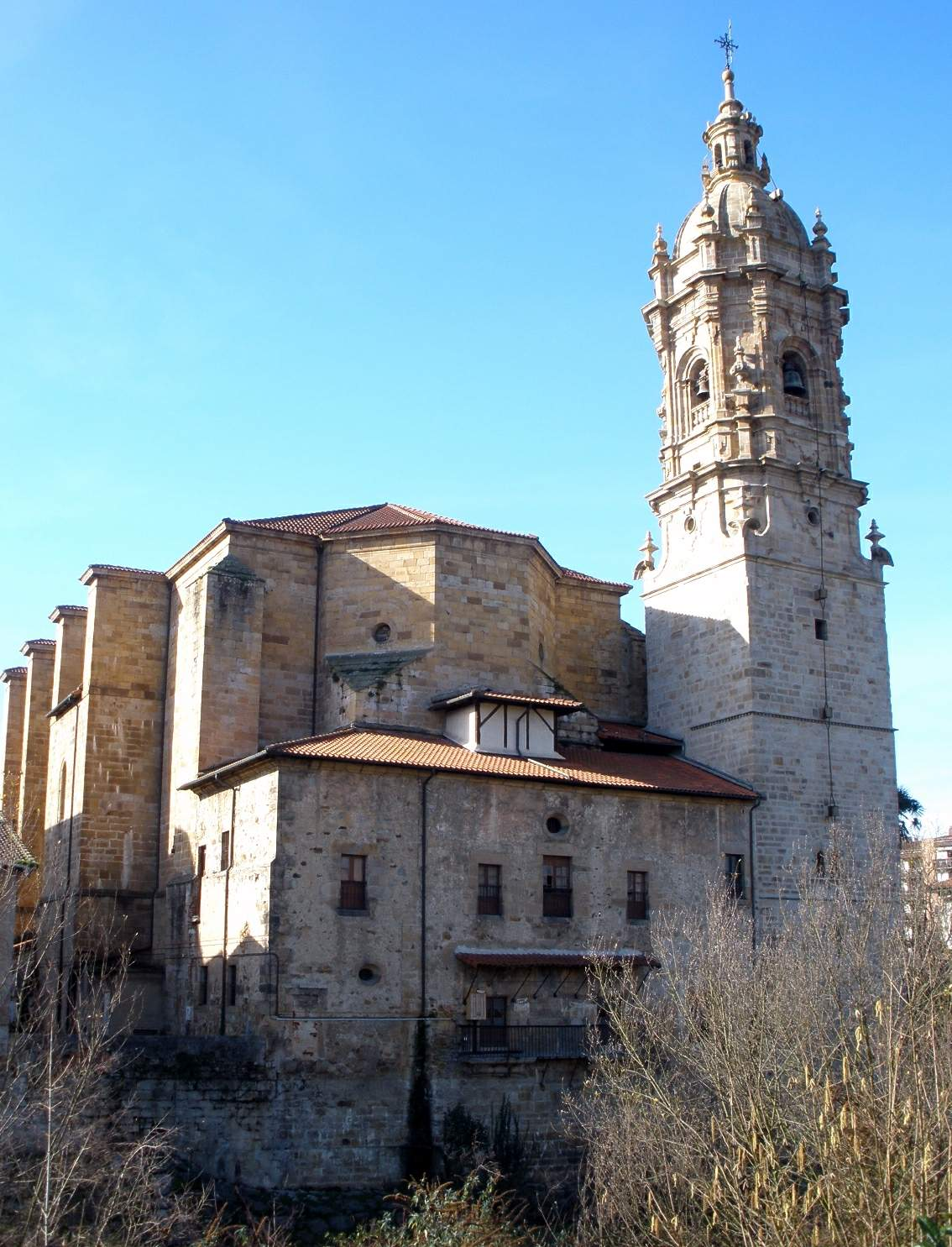
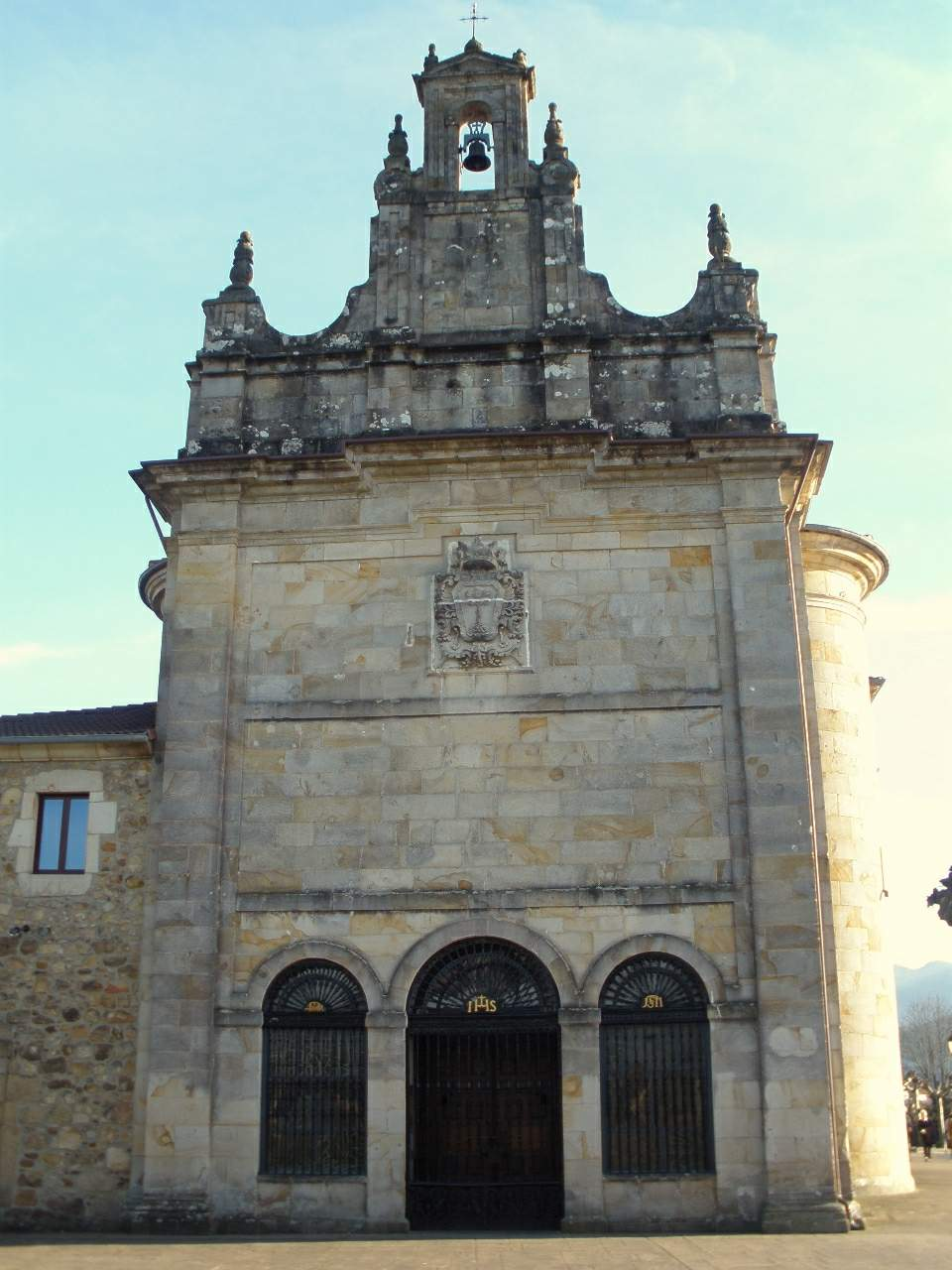
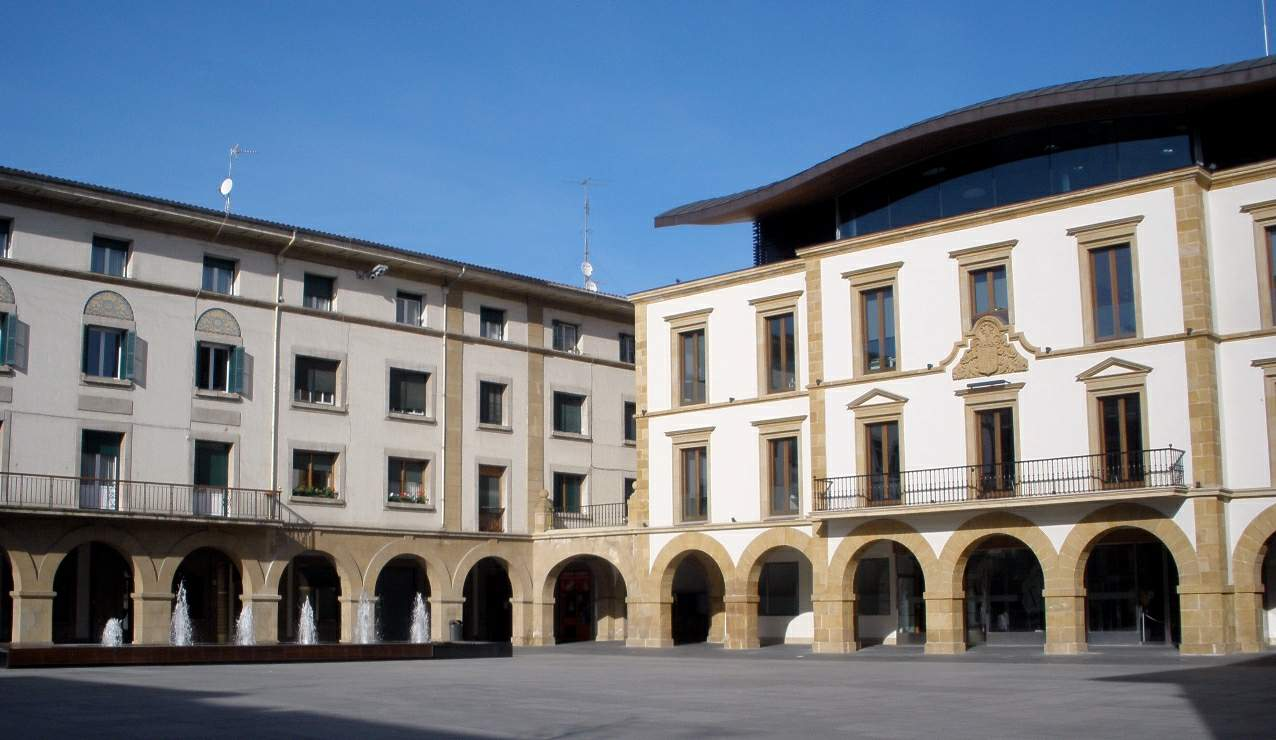
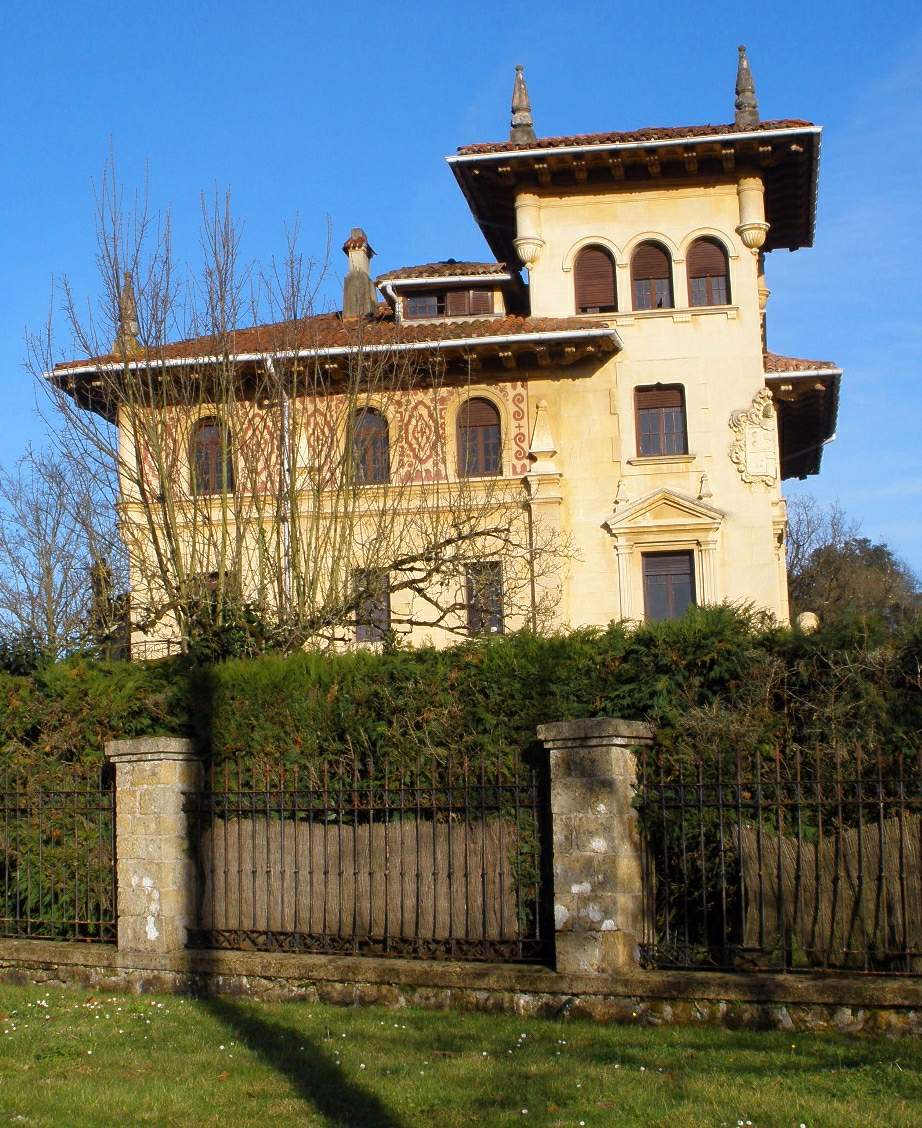
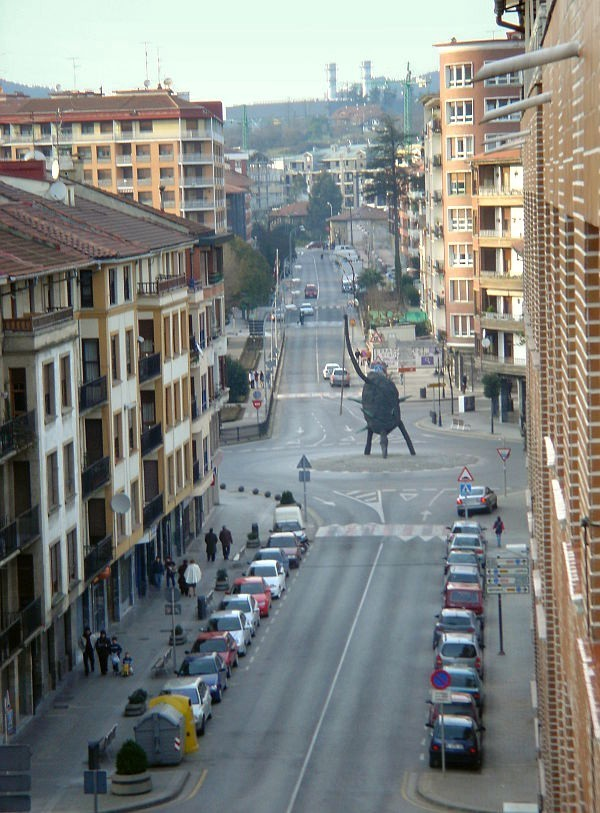

Abadiño · Abanto Zierbena · Ajangiz · Alonsotegi · Amorebieta-Etxano · Amoroto · Arakaldo · Arantzazu · Areatza · Arrankudiaga · Arratzu · Arrieta · Arrigorriaga · Artea · Artzentales · Atxondo · Aulesti · Bakio · Balmaseda · Barakaldo · Barrika · Basauri · Bedia · Berango · Bermeo · Berriatua · Berriz · Bilbao · Busturia · Derio · Dima · Durango · Ea · Elantxobe · Elorrio · Erandio · Ereño · Ermua · Errigoiti · Etxebarri · Etxebarria · Forua · Fruiz · Galdakao · Galdames · Gamiz-Fika · Garai · Gatika · Gautegiz Arteaga · Gernika-Lumo · Getxo · Gizaburuaga · Gordexola · Gorliz · Gueñes · Ibarrangelu · Igorre · Ispaster · Iurreta · Izurtza · Kortezubi · Lanestosa · Larrabetzu · Laukiz · Leioa · Lekeitio · Lemoa · Lemoiz · Lezama · Loiu · Mallabia · Markina-Xemein · Maruri-Jatabe · Mañaria · Mendata · Mendexa · Meñaka · Morga · Mundaka · Mungia · Munitibar-Arbatzegi Gerrikaitz · Murueta · Muskiz · Muxika · Nabarniz · Ondarroa · Urduña · Orozko · Ortuella · Otxandio · Plentzia · Portugalete · Santurtzi · Sestao · Sondika · Sopelana · Sopuerta · Sukarrieta · Trapagaran · Trucios-Turtzioz · Ubide · Ugao-Miraballes · Urduliz · Karrantza · Zaldibar · Zalla · Zamudio · Zaratamo · Zeanuri · Zeberio · Zierbena · Ziortza-Bolibar